# Olga Carrara-Pescia
Olga Carrara-Pescia   (Florència, 1888 - segle XX) fou una soprano italiana.
Va debutar el 1910 a Sociale di Comacchio com a Amelia a Un ballo in maschera. El 1925 va cantar Aida al Gran Teatre del Liceu de Barcelona. El 1929 va cantar a València l'Emperadriu de Turandot. El 1931, a Palerm, va cantar en l'estrena de la Dafni de Giuseppe Mulè.